# Cercopithecoidea
Cercopithecoidea é uma superfamília de primatas que juntamente com a superfamília Hominoidea compõe o clado Catarrhini . Só possui uma única família atual, a Cercopithecidae, que está dividida em 20 gêneros e 134 espécies, mas conta também, com uma família extinta, a Propliopithecidae.

## Taxonomia
- Super-família Cercopithecoidea
  - Família Cercopithecidae
    - Subfamília Cercopithecinae
      - Tribo Cercopithecini
        - Gênero Allenopithecus
        - Gênero Cercopithecus
        - Gênero Chlorocebus
        - Gênero Erythrocebus
        - Gênero Miopithecus

      - Tribo Papionini
        - Gênero Cercocebus
        - Gênero Lophocebus
        - Gênero Macaca
        - Gênero Mandrillus
        - Gênero Papio
        - Gênero Theropithecus

    - Subfamília Colobinae
      - Gênero Colobus
      - Gênero Piliocolobus
      - Gênero Procolobus
      - Gênero Semnopithecus
      - Gênero Trachypithecus
      - Gênero Presbytis
      - Gênero Pygathrix
      - Gênero Rhinopithecus
      - Gênero Nasalis
      - Gênero Simias

  - Família Propliopithecidae
    - Gênero Algeripithecus
    - Gênero Moeripithecus
    - Gênero Aegyptopithecus
    - Gênero Propliopithecus